# Museo de las Termas Públicas de Caesaraugusta
El Museo de las Termas Públicas de Cesaraugusta es un museo que muestra las antiguas termas romanas presentes en la ciudad de Caesaraugusta, la actual Zaragoza (España). Está situado en la calle San Juan y San Pedro, 3-7.
En los años 1982 y 1983 con motivo de unas obras en la zona, se descubrieron los restos de una gran piscina termal porticada de la época romana. Posteriormente, el recinto se amplió con la restauración de unas letrinas sobre las que se ubicaba y que datan del siglo I a. C.. El museo da cuenta de una de las actividades cotidianas desarrolladas por los habitantes de la ciudad a comienzos de nuestra era.
Entre los restos que se pueden contemplar en el museo se encuentran las basas de algunas columnas así como parte de la decoración de las paredes. Además se exponen diversas estatuas así como la reproducción de algunos objetos utilizados en esta época: esponjas, rascadores, agujas, etc. 